# Adolf Glaser
Adolf Glaser, född den 15 december 1829 i Wiesbaden, död den 20 mars 1916 i Freiburg im Breisgau, var en tysk skriftställare.
Glaser  började, under pseudonymen Reinald Reimar, sin litterära verksamhet med dramerna Kriemhildens Rache (1853) och Penelope (1854). Han var 1856–1878 och från 1883 redaktör för Westermanns Illustrierte deutsche Monatshefte och författade åtskilliga dramer, noveller och romaner, bland de sistnämnda Familie Schaller (1857), Bianca Candiano (1859), Savonarola (1883) och Masaniello (1888). Ett urval utkom 1889–1892 i 12 band.